# Kastriot Dermaku
Kastriot Luan Dermaku (Scandiano, 15 gennaio 1992) è un calciatore albanese con cittadinanza italiana, difensore svincolato.

## Biografia
Nato a Scandiano, in Italia, da una famiglia albanese originaria del Kosovo, possiede la cittadinanza italiana e la cittadinanza albanese.

## Caratteristiche tecniche
Difensore centrale dal fisico imponente, è abile nel colpo di testa e negli anticipi difensivi.

## Carriera

### Club

#### Melfi, Empoli, Pavia e Lucchese
Cresciuto nei settori giovanili di Modena e Sassuolo, nel 2011 si trasferisce al Melfi, con cui gioca per 4 stagioni e colleziona oltre 100 presenze. Nel 2015 passa all'Empoli, con cui firma un contratto triennale; il 27 gennaio 2016, dopo aver smaltito un grave infortunio alla gamba, viene ceduto in prestito al Pavia. Il 31 agosto seguente si trasferisce, sempre a titolo temporaneo, alla Lucchese, con cui disputa un'ottima stagione, arrivando fino ai quarti di finale dei Play-off.

#### Cosenza
Il 31 agosto 2017, dopo essersi svincolato dall'Empoli, viene tesserato dal Cosenza, con cui sottoscrive un contratto biennale con scadenza il 30 giugno 2019: con i calabresi conquista subito la promozione in Serie B, che mancava ai Lupi da ben 15 anni. Con i silani debutta in Serie B il 26 agosto 2018 nella trasferta contro l'Ascoli, pareggiata per 1-1. Il 22 aprile 2019 segna il gol decisivo per la vittoria contro lo Spezia, suo primo gol in Serie B. A fine anno non rinnova il contratto con i calabresi, rimanendo svincolato.

#### Parma
Il 7 luglio 2019 si lega al Parma con un contratto quadriennale. Debutta in Serie A il 20 ottobre 2019 partendo titolare nella vittoria per 5-1 contro il Genoa. Ottiene 16 presenze nel campionato di Serie A 2019-2020 e 2 presenze nelle prime tre giornate del campionato seguente.

#### Lecce
Il 5 ottobre 2020, ultimo giorno della sessione estiva di calciomercato, passa al Lecce, in Serie B, con la formula del prestito con obbligo di riscatto in caso di promozione dei salentini in Serie A. Esordisce con i giallorossi il 21 ottobre, andando in gol nella partita pareggiata in casa per 2-2 contro la Cremonese. Il 30 agosto 2021 il calciatore viene acquistato a titolo definitivo dalla società leccese, con la quale sottoscrive un contratto triennale. 
Una serie di problemi fisici lo costringe a saltare le partite disputate dalla metà di gennaio alla metà di marzo 2022, nella stagione conclusa dai salentini con la vittoria del campionato di Serie B e la conseguente promozione in Serie A. Nella stagione 2022-2023 mette a referto due sole presenze, una in massima serie e una in Coppa Italia, mentre nell'annata successiva non viene mai impiegato, per poi svincolarsi.

### Nazionale
Debutta con la maglia della nazionale albanese Under-21 il 6 febbraio 2013 nella partita amichevole giocata a Laç contro la Macedonia Under-21, partita poi terminata con un pareggio per 0 a 0, nella quale è subentrato nel secondo tempo.
Nel settembre 2018 viene convocato nella nazionale kosovara per le sfide contro Azerbaigian e Fær Øer, in cui non riesce a debuttare; contrariato per il mancato esordio, lascia il ritiro del Kosovo in anticipo e il mese successivo cambia nazionale, decidendo di rappresentare l'Albania. Il 5 ottobre 2018 riceve la prima convocazione nella nazionale albanese, venendo chiamato dal C.T. Christian Panucci per la partita amichevole contro la Giordania del 10 ottobre 2018 e quella di UEFA Nations League contro Israele del 14 ottobre seguente.
Il 10 ottobre 2018 debutta con la maglia dell'Albania nella partita amichevole giocata ad Elbasan contro la Giordania, partita poi terminata 0-0, nella quale subentra nel secondo tempo al compagno di squadra Mërgim Mavraj. Il 10 settembre 2019, alla quarta presenza, segna la sua prima rete in nazionale nel successo per 4-2 contro l'Islanda.

## Statistiche

### Presenze e reti nei club
Statistiche aggiornate al 16 dicembre 2023.
| Stagione        | Squadra         | Campionato      | Campionato | Campionato | Coppe nazionali | Coppe nazionali | Coppe nazionali | Coppe continentali | Coppe continentali | Coppe continentali | Altre coppe | Altre coppe | Altre coppe | Totale | Totale |
| Stagione        | Squadra         | Comp            | Pres       | Reti       | Comp            | Pres            | Reti            | Comp               | Pres               | Reti               | Comp        | Pres        | Reti        | Pres   | Reti   |
| --------------- | --------------- | --------------- | ---------- | ---------- | --------------- | --------------- | --------------- | ------------------ | ------------------ | ------------------ | ----------- | ----------- | ----------- | ------ | ------ |
| 2011-2012       | Melfi           | 2D              | 8          | 0          | CI+CI-LP        | 0+0             | 0               | -                  | -                  | -                  | -           | -           | -           | 8      | 0      |
| 2012-2013       | Melfi           | 2D              | 30         | 2          | CI+CI-LP        | 0+1             | 0               | -                  | -                  | -                  | -           | -           | -           | 31     | 2      |
| 2013-2014       | Melfi           | 2D              | 31         | 2          | CI+CI-LP        | 0+2             | 0               | -                  | -                  | -                  | -           | -           | -           | 33     | 2      |
| 2014-2015       | Melfi           | LP              | 35         | 3          | CI+CI-LP        | 0+2             | 0               | -                  | -                  | -                  | -           | -           | -           | 37     | 3      |
| Totale Melfi    | Totale Melfi    | Totale Melfi    | 104        | 7          |                 | 5               | 0               |                    | -                  | -                  |             | -           | -           | 109    | 7      |
| 2015-gen. 2016  | Empoli          | A               | 0          | 0          | CI              | 0               | 0               | -                  | -                  | -                  | -           | -           | -           | 0      | 0      |
| gen.-giu. 2016  | Pavia           | LP              | 13         | 0          | CI+CI-LP        | -               | -               | -                  | -                  | -                  | -           | -           | -           | 13     | 0      |
| 2016-2017       | Lucchese        | LP              | 33+5       | 2+0        | CI+CI-LP        | 0+0             | 0               | -                  | -                  | -                  | -           | -           | -           | 38     | 2      |
| 2017-2018       | Cosenza         | C               | 32+8       | 1+0        | CI+CI-C         | 0+4             | 0               | -                  | -                  | -                  | -           | -           | -           | 44     | 1      |
| 2018-2019       | Cosenza         | B               | 33         | 1          | CI              | 2               | 0               | -                  | -                  | -                  | -           | -           | -           | 35     | 1      |
| Totale Cosenza  | Totale Cosenza  | Totale Cosenza  | 65+8       | 2+0        |                 | 6               | 0               |                    | -                  | -                  |             | -           | -           | 79     | 2      |
| 2019-2020       | Parma           | A               | 16         | 0          | CI              | 3               | 0               | -                  | -                  | -                  | -           | -           | -           | 19     | 0      |
| set.-ott. 2020  | Parma           | A               | 2          | 0          | CI              | 0               | 0               | -                  | -                  | -                  | -           | -           | -           | 2      | 0      |
| Totale Parma    | Totale Parma    | Totale Parma    | 18         | 0          |                 | 3               | 0               |                    | -                  | -                  |             | -           | -           | 21     | 0      |
| ott. 2020-2021  | Lecce           | B               | 11+2       | 1          | CI              | -               | -               | -                  | -                  | -                  | -           | -           | -           | 13     | 1      |
| 2021-2022       | Lecce           | B               | 15         | 1          | CI              | 2               | 0               | -                  | -                  | -                  | -           | -           | -           | 17     | 1      |
| 2022-2023       | Lecce           | A               | 1          | 0          | CI              | 1               | 0               | -                  | -                  | -                  | -           | -           | -           | 2      | 0      |
| 2023-2024       | Lecce           | A               | 0          | 0          | CI              | 0               | 0               | -                  | -                  | -                  | -           | -           | -           | 0      | 0      |
| Totale Lecce    | Totale Lecce    | Totale Lecce    | 27+2       | 2          |                 | 2               | 0               |                    | -                  | -                  |             | -           | -           | 31     | 2      |
| Totale carriera | Totale carriera | Totale carriera | 261+15     | 13         |                 | 17              | 0               |                    | -                  | -                  |             | -           | -           | 292    | 13     |

### Cronologia presenze e reti in nazionale
| Cronologia completa delle presenze e delle reti in nazionale ― Albania | Cronologia completa delle presenze e delle reti in nazionale ― Albania | Cronologia completa delle presenze e delle reti in nazionale ― Albania | Cronologia completa delle presenze e delle reti in nazionale ― Albania | Cronologia completa delle presenze e delle reti in nazionale ― Albania | Cronologia completa delle presenze e delle reti in nazionale ― Albania | Cronologia completa delle presenze e delle reti in nazionale ― Albania | Cronologia completa delle presenze e delle reti in nazionale ― Albania |
| Data                                                                   | Città                                                                  | In casa                                                                | Risultato                                                              | Ospiti                                                                 | Competizione                                                           | Reti                                                                   | Note                                                                   |
| ---------------------------------------------------------------------- | ---------------------------------------------------------------------- | ---------------------------------------------------------------------- | ---------------------------------------------------------------------- | ---------------------------------------------------------------------- | ---------------------------------------------------------------------- | ---------------------------------------------------------------------- | ---------------------------------------------------------------------- |
| 10-10-2018                                                             | Elbasan                                                                | Albania                                                                | 0 – 0                                                                  | Giordania                                                              | Amichevole                                                             | -                                                                      | 56’                                                                    |
| 17-11-2018                                                             | Scutari                                                                | Albania                                                                | 0 – 4                                                                  | Scozia                                                                 | UEFA Nations League 2018-2019 - 1º turno                               | -                                                                      | 52’                                                                    |
| 8-6-2019                                                               | Reykjavík                                                              | Islanda                                                                | 1 – 0                                                                  | Albania                                                                | Qual. Euro 2020                                                        | -                                                                      | 88’                                                                    |
| 10-9-2019                                                              | Elbasan                                                                | Albania                                                                | 4 – 2                                                                  | Islanda                                                                | Qual. Euro 2020                                                        | 1                                                                      |                                                                        |
| 11-10-2019                                                             | Istanbul                                                               | Turchia                                                                | 1 – 0                                                                  | Albania                                                                | Qual. Euro 2020                                                        | -                                                                      | 4’                                                                     |
| 14-10-2019                                                             | Chișinău                                                               | Moldavia                                                               | 0 – 4                                                                  | Albania                                                                | Qual. Euro 2020                                                        | -                                                                      |                                                                        |
| 17-11-2019                                                             | Tirana                                                                 | Albania                                                                | 0 – 2                                                                  | Francia                                                                | Qual. Euro 2020                                                        | -                                                                      |                                                                        |
| 4-9-2020                                                               | Minsk                                                                  | Bielorussia                                                            | 0 – 2                                                                  | Albania                                                                | UEFA Nations League 2020-2021 - 1º turno                               | -                                                                      |                                                                        |
| 7-9-2020                                                               | Tirana                                                                 | Albania                                                                | 0 – 1                                                                  | Lituania                                                               | UEFA Nations League 2020-2021 - 1º turno                               | -                                                                      |                                                                        |
| 11-10-2020                                                             | Almaty                                                                 | Kazakistan                                                             | 0 – 0                                                                  | Albania                                                                | UEFA Nations League 2020-2021 - 1º turno                               | -                                                                      | 43’                                                                    |
| 14-10-2020                                                             | Vilnius                                                                | Lituania                                                               | 0 – 0                                                                  | Albania                                                                | UEFA Nations League 2020-2021 - 1º turno                               | -                                                                      |                                                                        |
| 12-11-2021                                                             | Londra                                                                 | Inghilterra                                                            | 5 – 0                                                                  | Albania                                                                | Qual. Mondiali 2022                                                    | -                                                                      | 17’                                                                    |
| 15-11-2021                                                             | Tirana                                                                 | Albania                                                                | 1 – 0                                                                  | Andorra                                                                | Qual. Mondiali 2022                                                    | -                                                                      |                                                                        |
| Totale                                                                 |                                                                        | Presenze                                                               | 13                                                                     |                                                                        | Reti                                                                   | 1                                                                      |                                                                        |

| Cronologia completa delle presenze e delle reti in nazionale ― Albania under 21 | Cronologia completa delle presenze e delle reti in nazionale ― Albania under 21 | Cronologia completa delle presenze e delle reti in nazionale ― Albania under 21 | Cronologia completa delle presenze e delle reti in nazionale ― Albania under 21 | Cronologia completa delle presenze e delle reti in nazionale ― Albania under 21 | Cronologia completa delle presenze e delle reti in nazionale ― Albania under 21 | Cronologia completa delle presenze e delle reti in nazionale ― Albania under 21 | Cronologia completa delle presenze e delle reti in nazionale ― Albania under 21 |
| Data                                                                            | Città                                                                           | In casa                                                                         | Risultato                                                                       | Ospiti                                                                          | Competizione                                                                    | Reti                                                                            | Note                                                                            |
| ------------------------------------------------------------------------------- | ------------------------------------------------------------------------------- | ------------------------------------------------------------------------------- | ------------------------------------------------------------------------------- | ------------------------------------------------------------------------------- | ------------------------------------------------------------------------------- | ------------------------------------------------------------------------------- | ------------------------------------------------------------------------------- |
| 6-2-2013                                                                        | Laç                                                                             | Albania under 21                                                                | 0 – 0                                                                           | Macedonia under 21                                                              | Amichevole                                                                      | -                                                                               | 66’                                                                             |
| Totale                                                                          |                                                                                 | Presenze                                                                        | 1                                                                               |                                                                                 | Reti                                                                            | 0                                                                               |                                                                                 |

## Palmarès

### Club

#### Competizioni nazionali
- Campionato italiano di Serie B: 1

Lecce : 2021-2022